# سكركة

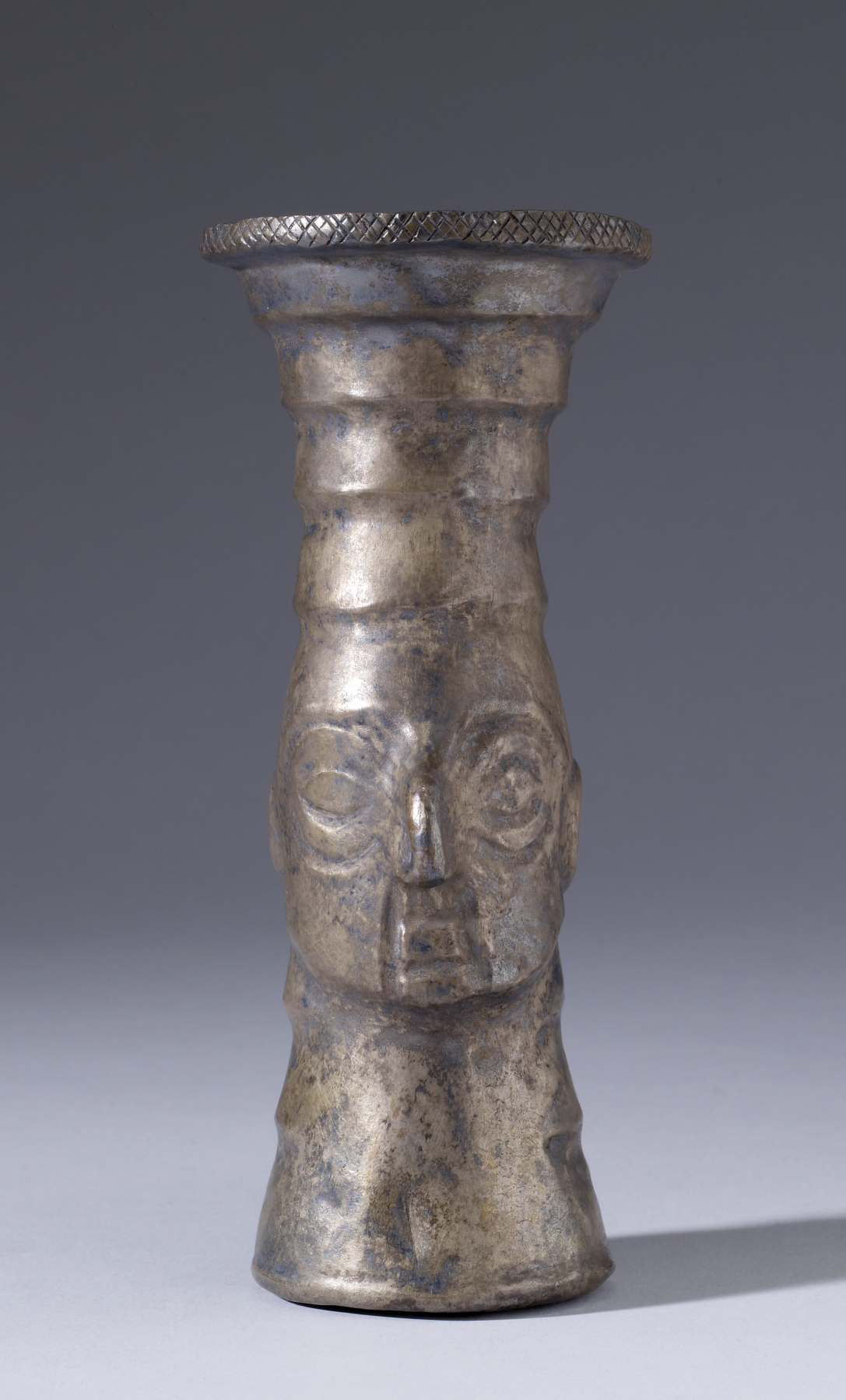
كوب فضي من البيرو ربما استُخدم في طقوس شرب السكركة

السُّكُرْكَة أو السُّكْرُكَةُ أو السُّقُرْقَع أو الغُبَيراء أو جِعَة الذرة أو بِيرة الذرة هي نوع من الجعة مصنوعة من الذرة. المشروب تقليدي في مختلف المطابخ. جِيجة الجورة أشهر أنواعها وهي منتشرة انتشارًا واسعًا في جبال الأنديز وتوجد أنواع محلية في أماكن أخريات.

## في العربية
لقد عرف العرب السكركة مشروبًا مخمرًا من الحبشة، فورد في لسان العرب: «التهذيب: روي عن أَبي موسى الأَشعري أَنه قال: السُّكُرْكَة خمر الحبشة؛ قال أَبو عبيد: وهي من الذرة؛ قال الأَزهري: وليست بعربية وقيده شمر بخطه: السُّكْرُكَةُ، الجزم على الكاف والراء مضمومة وفي الحديث أَنه سئل عن الغُبَيْراء فقال: لا خير فيها، ونهى عنها؛ قال مالك فسأَلت زيد بن أَسلم: ما الغبيراء؟ فقال: هي السكركة، بضم السين والكاف وسكو الراء، نوع من الخمور تتخذ من الذرة، وهي لفظة حبشية قد عرّبت، وقيل السُّقُرْقَع»